# جان-ميشيل جاك
جان-ميشيل جاك هو ممرض وسياسي فرنسي، ولد في 29 فبراير 1968 في متز في فرنسا. نشط حزبياً في الجمهورية إلى الأمام! (سبتمبر 2016 – سبتمبر 2016). وقد انتخب Mayor of Brandérion ‏ (28 مارس 2014 – 11 يوليو 2017) وانتخب نائب فرنسي عن دائرة Morbihan's 6th constituency ‏ وقد انضم خلال فترته النيابية ‏ (21 يونيو 2017 – ) للكتلة البرلمانية تكتل الجمهورية على الدرب ‏.

## وصلات خارجية
- الموقع الرسمي